# Xã Franklin, Quận Bradford, Pennsylvania
Xã Franklin (tiếng Anh: Franklin Township) là một xã thuộc quận Bradford, tiểu bang Pennsylvania, Hoa Kỳ. Năm 2010, dân số của xã này là 723 người.